# Nadine Beck
Nadine Beck (* 1976 in Marburg) ist eine deutsche Autorin, Kulturwissenschaftlerin und Expertin für Sexspielzeug.

## Leben
Beck wuchs in Marburg an der Lahn auf und studierte nach dem Abitur dort an der Philipps-Universität Marburg sowie an der Friedrich-Schiller-Universität Jena, der Bauhaus-Universität Weimar sowie an der University of Essex, Colchester (GB) und der Sichuan University, Chengdu (Volksrepublik China) u. a. Europäische Ethnologie / Kulturwissenschaften, Italienisch, Sinologie und Kunstgeschichte. Ihre Magisterarbeit über einen Beatclub, der mit dem Dokumentarfilm „Der Tag, als die Beatles (beinahe) nach Marburg kamen“ bekannt wurde, wurde unter dem Titel „Club E – Beat, Bier und Beischlafköfferchen“ im Marburger Rathaus-Verlag veröffentlicht. Während des Studiums war Beck bereits als freie Journalistin und Fotografin tätig, außerdem kuratierte sie Ausstellungen zu verschiedenen historischen, kulturellen und zeitgenössischen Themen.

## Wissenschaftliches Wirken
Beck promovierte 2022 an der Philipps-Universität Marburg mit einer Arbeit über die Geschichte des Vibrators in Deutschland unter dem Titel „Der vibrierende Dildo“. Laut Medienauftritten und Interviews mit Beck war sie damit die erste, die in Deutschland umfassendes Grundlagenwissen über die Alltagskultur von Sexspielzeug publiziert hat. Im Ergebnis erschien bereits 2019 als Vorabveröffentlichung der Bildband „Plug + Play. 150 Jahre Vibrator. Ein Jubelband“, den Beck im Jonas Verlag veröffentlichte.
Zum 30. Jahrestag der Deutschen Wiedervereinigung wurde im Erotic Art Museum in Hamburg St. Pauli eine Dauerausstellung zur Geschichte des Vibrators in der DDR und BRD eröffnet. Zahlreiche Exponate in dieser Dauerausstellungen sind Leihgaben aus Becks umfangreicher Sammlung. Sie gilt aufgrund ihrer wissenschaftlichen Arbeit als Expertin für Kultur, Technik und Praktiken historischen Sexspielzeugs sowie innerhalb der Diskurse um Themen wie Frigidität, die Anatomie der Klitoris, Masturbation und Sex Tech.
Eine weitere Ausstellung, die Beck kuratiert hat, ist die des ersten deutschen Museums für Sexspielzeug „l'apotheque“ in Hamburg St. Pauli. Seit 2024 sind ebenfalls in Hamburg St. Pauli Teile ihrer Sammlung als „VIBRATORIUM“ im Erotic Art Museum zu sehen. 2024 veröffentlichte sie ihre Dissertation „Der vibrierende Dildo: Vibratoren als Sex Toy, Gesundheits- und Empowerment-Tool – eine kulturwissenschaftliche Spurenlese“ als Buch.

## Aufklärung
2022 veröffentlichte Beck gemeinsam mit der Sexualpädagogin Rosa Schilling, die Mitarbeiterin des queer-feministischen Sexshops „Fuck Yeah“ im Hamburger Gängeviertel ist, das Aufklärungsbuch „Sex in echt: Offene Antworten auf deine Fragen zu Liebe, Lust und Pubertät“. Der Titel wurde im März 2023 für den im Oktober zu verleihenden Deutschen Jugendliteraturpreis in der Kategorie „Sachbuch“ nominiert. Das Buch erschien im Imprint migo der Verlagsgruppe Oetinger. Die Illustrationen im Buch stammen von Sandra Bayer, die u. a. für ihre Zeichnungen für Kondome der Marke einhorn bekannt ist.

## Trivia
Beck lebt in Hamburg-Altona. In ihren Arbeiten betont sie vor allem die sex-positive und humorvolle Seite der Sexualität. Sie setzt sich für einen body-positiven und entspannten Umgang mit Körpern und Sexualität ein, der sich besonders durch ein hohes Maß an offener Kommunikation und Konsens sowie Befreiung von Tabus, von Stigmata und von Scham auszeichnet. Als Teil der internationalen Künstlergruppe „Bad Feminists“ gestaltet Beck Kunstwerke wie die Installation „Purple Rain“ (2022) mit violetten Sexspielzeugen oder „In Your Face“ (2022) eine zwei Meter große Vulva aus ausgestopftem Pailletten-Glitzerstoff sowie Kleidung mit Aufdrucken anatomischer Bestandteile weiblicher Genitalien.

## Schriften (Auswahl)
- Nadine Beck und Hussong Ulrich (Hrsg.): Club E: Beat, Bier und Beischlafköfferchen. Eine ethnologischer Streifzug durch Marburg im Jahre 1966 (= Marburger Stadtschriften zur Kultur und Geschichte, Band 97). Rathaus-Verlag, Marburg 2011, ISBN 978-3-923820-97-9
- Nadine Beck und Michael Kamp: 50 Jahre Dussmann Group – 50 Ideen für Menschen. Dussmann Stiftung, Berlin 2013, ISBN 978-3-00-041908-9
- Nadine Beck, Timo Berlinghoff: 400 Jahre Pflegen und Wohnen Hamburg. August Dreesbach Verlag, München 2018, ISBN 978-3-96395-001-8
- Lothar A. Beck und Nadine Beck (Charlotte von Szeblewski): Mit den Augen der Kunst. Eine Reise durch die Zoologische Sammlung der Philipps-Universität Marburg. Marburg 2018
- Nadine Beck: Plug + Play. 150 Jahre Vibrator – Ein Jubelband. Jonas Verlag, Ilmtal-Weinstraße 2019, ISBN 978-3-89445-571-2
- Nadine Beck, Rosa Schilling, Sandra Bayer: Sex in echt: Offene Antworten auf deine Fragen zu Liebe, Lust und Pubertät. migo/Oetinger Verlagsgesellschaft, Hamburg 2022, ISBN 978-3-96846-093-2
- Nadine Beck, Christoph Laugs, Sören Riebenstahl, Christina Rosseaux, Lucia Seethaler, Joachim E. Zöller, Die Grosse von 1823 Karnevalsgesellschaft e.V. Köln (Hrsg.): 200 Jahre organisierter Kölner Karneval. Die Geschichte des Kölner Karnevals und der ersten Traditionsgesellschaft „Die Grosse von 1823 KG e.V. Köln“. Jonas Verlag, Ilmtal-Weinstraße 2022, ISBN 978-3-89445-596-5

- Nadine Beck, Anne Dreesbach: Ausgestellt und angegafft. Völkerschauen in Deutschland. In: DAMALS. 50 06/2018, Leinfelden-Echterdingen 2018
- Nadine Beck: Vibratoren als Diskursträger zwischen Gesundheit und Empowerment. In: Medienpädagogische Zeitschrift merz. 2021